# Betonica abchasica
Betonica abchasica ist eine Pflanzenart aus der Gattung der Betonien (Betonica) innerhalb der Familie der Lippenblütler (Lamiaceae). Sie kommt im Kaukasusraum vor.

## Beschreibung

### Unterschied zwischen ähnlichen Arten
Mit den beiden eng verwandten kaukasischen Arten Betonica nivea und Betonica ossetica teilt Betonica abchasica die schmalen lanzettlichen Laubblätter, die auf der Unterseite schneeweiß sind. Auch ist die etagenweise Anordnung der wenigblütigen Scheinquirle und großen Blütenkronen auffällig. Insgesamt werden diese drei Arten damit leicht angesprochen und unterscheiden sich untereinander in ihrer Blütenfarbe, Größe und Behaarung (Indument). Für Betonica abchasica sind filzige Sternhaare auf der Blattunterseite, dem Stängel und violette Blütenkronen Merkmale in der taxonomischen Ansprache. Bei Betonica ossetica sind die gelb-weiße Blüten und Blattunterseite mit langen weißen Haaren Unterscheidungsmerkmale.

### Vegetative Merkmale
Betonica abchasica ist eine ausdauernde krautige Pflanze und erreicht Wuchshöhen von 15 bis 30 Zentimetern. Sie bildet ein unterirdisches, knotiges Rhizom als Überdauerungsorgan aus. Der steife, aufrechte, einfache Stängel ist mit rückwärts gerichteten langen Gliederhaaren, Sternhaaren und verzweigten Haaren (Trichome) bedeckt. 
Die Laubblätter stehen in einer grundständigen Rosette zusammen und sind gegenständig am Stängel verteilt angeordnet. Die zahlreichen Grundblätter sind bei einer Länge von 5 bis 15 Zentimetern sowie einer Breite von 1 bis 2 Zentimetern lanzettlich. Die Stängelblätter sind den Grundblätter ähnlich, aber kleiner, gekerbt-gezähnt, oberseits grün mit verstreuten kurzen Haaren, unterseits weiß-filzig mit angepressten Gliederhaaren; die unteren Laubblätter sind gestielt, mit Stiel von der Länge der Blattspreite.

### Generative Merkmale
Die Blütezeit reicht von Juni bis Juli. Der Blütenstand besteht aus einem kopfigen Teilblütenstand mit zwei bis drei wenigblütigen Scheinquirlen in einer Scheinähre und einem nach unten abgesetzten Scheinquirl. Die Tragblätter bei einer Länge von 9 bis 10 Millimetern lanzettlich mit kurzer Spitze, von der halben Länge des Kelches.
Die zwittrigen Blüten sind zygomorph mit doppelter Blütenhülle. Die Kelchblätter sind röhrig-glockig verwachsen. Die Kelchzähne sind linear-lanzettlich und mit einer Länge von 5 bis 6 Millimetern halb so lang oder kürzer wie die Kronröhre. Die Kronröhre besitzt einfache Gliederhaare. Die violette oder rosafarbene Krone ist 1,2-mal länger als der Kelch. Die verkehrt-eiförmige Oberlippe ist kürzer als die Unterlippe. 
Die dunkelbraunen Teilfrüchte sind bei einer Länge von etwa 4 Millimetern sowie einer Breite von 3 Millimetern eiförmig mit abgeflachtem oberen Ende.

## Vorkommen
Betonica abchasica kommt im Kaukasusraum in Georgien und Abchasien vor. (dort russ. Буквица абхазская genannt)
Betonica abchasica gedeiht auf Kalkstein im West-Kaukasus in den alpinen bis subalpinen Höhenstufen in Höhenlagen von 2200 bis 2400 Metern.

## Taxonomie
Die Erstbeschreibung von Betonica nivea subsp. abchasica 1932 erfolgte durch N. P. Popov in Alexander Alfonsovich Grossheim in Flora Kavkaza, 3, S. 309. Das Typusmaterial ist in Tbilisi hinterlegt. Eine Veröffentlichung 1936 als Betonica nivea subsp. abchasica erfolgte durch Joseph Friedrich Nicolaus Bornmüller in Bemerkungen über den Formenkreis von Betonica nivea Steven (=Stachys discolor Bth.). In: Feddes Repertorium, Band 40, 1936, S. 370–374. Die Neukombination zu Betonica abchasica (N.P.Popov ex Grossh.) Chinth. wurde durch Leonida S. Chinthibidze veröffentlicht. Ein weiteres Synonym für Betonica abchasica (N.P.Popov ex Grossh.) Chinth. ist Stachys abchasica (N.P.Popov ex Grossh.) Czerep.